# Schäplitz
Schäplitz este o comună în Saxonia-Anhalt, Germania